# 리스너 (드라마)
리스너(The Listener)는 섀프츠버리 필름가 제작한 캐나다의 텔레비전 드라마이다. 2009년 3월부터 2014년 8월까지 CTV와 각국의 뉴스 코퍼레이션 계열의 채널에서 방영되었다.

## 배역
- 크레이그 올레이닉 - 토비 로건 (Toby Logan)
- 에니스 에즈머 - 오즈먼 "오즈" 베이 (Osman "Oz" Bey)
- 마일렌 딘로비치 - 올리비아 포셋 (Olivia Fawcett)
- 리사 마코스 - 찰리 마크스 (Charlie Marks)
- 로런 리 스미스 - 미셸 매클러스키 (Michelle McCluskey)
- 레인보 선 프랭크스 - 데이 클라크 (Dev Clark)
- 피터 스테빙스 - 앨빈 클라인 (Alvin Klein)
- 멜러니 스크로파노 - 티아 트렘블리 (Tia Tremblay)
- 크리스 홀든 리드 - 애덤 레이놀즈 (Adam Reynolds)
- 아널드 피넉 - 조지 라이더 (George Ryder)
- 앤서니 렘크 - 브라이언 베커 (Brian Becker)
- 타라 스펜서 넌 - 샌디 (Sandy)
- 컴 피오 - 레이 머서 (Ray Mercer)